# Mathieu Amalric
Mathieu Amalric (Neuilly-sur-Seine, 25 d'octubre de 1965) és un actor i director de cinema francès.

## Biografia
El seu pare va ser Jacques Amalric, corresponsal estranger de Le Monde i editor de Libération, i la seva mare Nicole Zand (jueva polonesa nascuda en Cracòvia i emigrada durant la Segona Guerra Mundial a París), va ser la crítica literària del citat diari Le Monde.
Amalric és d'origen jueu. La seva àvia materna, jueva polonesa, prové del mateix llogaret que Roman Polanski, amb el qual a més guarda una extraordinària semblança física. A més, el 2013 va protagonitzar La Vénus à la fourrure, escrita, produïda i dirigida per Roman Polanski. Segons la Torà, Amalric seria jueu perquè la seva mare ho és (llei que deriva del passatge de Deuteronomi 7:1-5).

## Filmografia

### Actor
| Any  | Pel·lícula                                     | Títol en anglès                           | Paper                      | Notes |
| ---- | ---------------------------------------------- | ----------------------------------------- | -------------------------- | --- |
| 1984 | Les Favoris de la lune                         | Favourites of the Moon                    | Julien                     | |
| 1991 | Vert quoi vers où                              |                                           |                            | |
| 1992 | La Sentinelle                                  | The Sentinelle                            |                            | |
| 1992 | La chasse aux papillons                        | Chasing Butterflies                       |                            | |
| 1993 | Les yeux au plafond                            |                                           |                            | |
| 1994 | Lettre pour L...                               | Letter for L                              |                            | |
| 1995 | Tom est tout seul                              |                                           |                            | no surt als crèdtis |
| 1996 | Le Journal du séducteur                        | Diary of a Seducer                        | Sebastien                  | Nominació – Acteurs à l'Écran al millor actor |
| 1996 | Comment je me suis disputé...(ma vie sexuelle) |                                           | Paul Dedalus               | César a la millor nova promesa masculina |
| 1997 | Généalogies d'un crime                         | Genealogies of a Crime                    | Yves                       | |
| 1998 | L'interview                                    |                                           | Julien                     | |
| 1998 | On a très peu d'amis                           |                                           | Ivan                       | |
| 1998 | Dieu seul me voit                              | Only God Sees Me                          | Atchoum                    | |
| 1998 | Fin août, début septembre                      | Late August, Early September              | Gabriel                    | |
| 1998 | Alice et Martin                                | Alice and Martin                          | Benjamin Sauvagnac         | |
| 1999 | Trois ponts sur la rivière                     |                                           | Arthur Echéant             | |
| 1999 | Adieu, plancher des vaches!                    | Farewell, Tera Firma!                     | Drinker at bar             | |
| 2000 | La Fausse suivante                             | False Servant                             | Lélio                      | |
| 2000 | La Bréche de Roland                            | Roland's Pass                             | Roland                     | |
| 2000 | L'Affaire Marcorelle                           | The Marcorelle Affair                     | Fourcade                   | |
| 2001 | Amour d'enfance                                | Boyhood Loves                             | Paul                       | |
| 2002 | Lundi matin                                    | Monday Morning                            |                            | Veu |
| 2002 | Les naufragés de la D17                        | Shipwrecked on Route D 17                 | René, the astrophysician   | |
| 2002 | Lulu                                           |                                           | The advocate               | |
| 2002 | C'est le bouquet!                              | Special Delivery                          |                            | |
| 2003 | Un homme, un vrai                              | A Man, a Real One                         | Boris                      | |
| 2003 | Mes enfants ne sont pas comme les autres       | My Children Are Different                 | Gérald                     | |
| 2003 | Inquiétudes                                    | A Sight for Sore Eyes                     | Art teacher                | |
| 2004 | Cuadrilátero                                   |                                           |                            | |
| 2004 | Les parallèles                                 |                                           | Simon                      | |
| 2004 | Rois et reine                                  | Kings and Queens                          | Ismaël Vuillard            | César al millor actor |
| 2004 | Le pont des Arts                               |                                           | Un spectateur du Nô        | |
| 2004 | Au large de Bad Ragaz                          |                                           | Alex                       | |
| 2005 | J'ai vu tuer Ben Barka                         | I Saw Ben Barka Get Killed                | Philippe Bernier           | |
| 2005 | Les mâtines                                    |                                           | Serge                      | |
| 2005 | La Moustache                                   |                                           | Serge Schaeffer            | |
| 2005 | Munich                                         |                                           | Louis                      | Nominació - National Society of Film Critics al millor actor secundari (2n lloc) Nominació - New York Film Critics Circle al millor actor secundari (2n lloc)                                                                                                   |
| 2005 | Comme James Dean                               |                                           | Robert Benchetrout         | |
| 2005 | Avaler des couleuvres                          |                                           | Tom, the husband           | |
| 2006 | Maria Antonieta                                |                                           | Man at Masked Ball         | |
| 2006 | Quand j'étais chanteur                         | The Singer                                | Bruno                      | |
| 2006 | Les signes                                     |                                           | Man                        | |
| 2006 | Fragments sur la grâce                         |                                           | A reader                   | |
| 2006 | Un lever de rideau                             | A Curtain Raiser                          | Pierre                     | |
| 2006 | Le Grand apartment                             | The Very Big Apartment                    | Martin                     | |
| 2007 | Michou d'Auber                                 |                                           | Jacques                    | |
| 2007 | La Question humaine                            | Heartbeat Detector                        | Simon                      | Copenhagen International Film Festival: Millor actor Gijón International Film Festival: Millor actor |
| 2007 | Actrices                                       | Actresses                                 | Denis                      | |
| 2007 | Le Scaphandre et le papillon                   | The Diving Bell and the Butterfly         | Jean-Dominique Bauby       | César al millor actor Étoiles d'Or al millor actor Lumiere Award al millor actor Nominació - Detroit Film Critics Society al millor actor |
| 2007 | L'histoire de Richard O.                       | The Story of Richard O                    | Richard O.                 | |
| 2007 | Un secret                                      | A Secret                                  | François Grimbert à 37 ans | |
| 2008 | 57000 km entre nous                            | 57,000 Kilometers Between Us              | Simon                      | |
| 2008 | Un conte de Noël                               | A Christmas Tale                          | Henri, middle child        | Nominació - International Cinephile Society al millor actor secundari |
| 2008 | De la guerre                                   | On War                                    | Bertrand                   | |
| 2008 | Mesrine: L'ennemi public n°1'                  | Mesrine: Part II - Public Enemy #1        | François Besse             | |
| 2008 | Quantum of Solace                              |                                           | Dominic Greene             | |
| 2009 | Bancs publics (Versailles rive droite)         |                                           |                            | |
| 2009 | Visages                                        | Face                                      | L'homme du fourré          | |
| 2009 | Els últims dies del món                        |                                           | Robinson                   | |
| 2009 | Les herbes folles                              | Wild Grass                                | Bernard de Bordeaux        | |
| 2010 | Les aventures fantastiques d'Adèle Blanc-Sec   |                                           | Dieuleveult                | |
| 2010 | Tournée                                        |                                           | Joachim Zand               | També director Premi a la millor direcció (Festival de Canes) RiverRun International Film Festival: Millor actor Nominació - Palma d'Or Nominació - César al millor director Nominació - César a la millor pel·lícula Nominació - César al millor guió original |
| 2010 | Le Chat du Rabbin                              |                                           | Le prince                  | Veu |
| 2010 | Jeanne captive                                 |                                           | The Preacher               | |
| 2011 | Poulet aux prunes                              |                                           | Nasser-Ali                 | |
| 2012 | Vous n'avez encore rien vu                     |                                           | Himself                    | |
| 2012 | Cosmopolis                                     |                                           | André Petrescu             | |
| 2012 | Camille redouble                               |                                           | French teacher             | |
| 2013 | La Vénus à la fourrure                         | Venus in Fur                              | Thomas                     | Nominació — César al millor actor |
| 2013 | Jimmy Picard                                   | Jimmy P: Psychotherapy of a Plains Indian | George Devereux            | |
| 2013 | L'amor és un crim perfecte                     |                                           | Marc                       | |
| 2013 | Les Anonymes: Ùn' pienghjite micca             |                                           | Roger Marion               | Telefilm |
| 2013 | La Dune                                        | The Dune                                  | Moreau                     | |
| 2013 | Petit matin                                    |                                           | Patrick                    | Curtmetratge |
| 2014 | The Grand Budapest Hotel                       |                                           | Serge                      | |
| 2014 | Arrête ou je continue                          |                                           | Pierre                     | |
| 2014 | Spiritismes                                    |                                           |                            | |
| 2014 | La chambre bleue                               |                                           | Julien Gahyde              | |
| 2014 | Bird People                                    |                                           |                            | |
| 2018 | At Eternity's Gate                             |                                           | Dr. Paul Gachet            | |
| 2020 | The French Dispatch                            |                                           |                            | |

### Director
- 1997: Mange ta soupe
- 2001: Li stade de Wimbledon
- 2003: La chose publiqui
- 2010: Tournée
- 2014: La Chambre bleue